# Филип I (Пармски херцог)
Вижте пояснителната страница за други личности с името Филип I.
Филип Пармски (на италиански: Filippo I di Parma; Filippo I di Borbone; * 15 март 1720 в Мадрид; † 18 юли 1765 в Алесандрия) е херцог на Парма, Пиаченца и Гуастала (1748 – 1765), основател на страничната линия Бурбон-Парма, която управлява до 1860 г.

## Биография
Той е третият син на испанския крал Филип V (1683 – 1746) и на втората му съпруга Изабела Фарнезе (1692 – 1766).
Филип е испански инфант, интересува се повече от музика, литература, поезия и езици. През 1748 г. става при мира в Аахен херцог на Херцогство Парма и на Херцогство Пиаченца, където фамилията на майка му Фарнезе управлява до измирането ѝ по мъжка линия през 1731 г.
Филип се жени на 25 октомври 1739 г. за 12-годишната френската принцеса Луиза-Елизабет Бурбон-Френска, първата дъщеря на крал Луи XV от Франция.

## Деца
- Мария-Изабела Бурбон-Пармска (1741 – 1763), ∞ 1760 император Йозеф II
- Фердинанд I (1751 – 1802), херцог на Парма (1765 – 1802), ∞ 1769 Мария Амалия Австрийска
- Мария-Луиза Бурбон-Пармска (1751 – 1819), ∞ 1765 испанския крал Карлос IV.

## Галерия
- Херцог Филип от Парма
- Луиза-Елизабет Бурбон-Френска
- Мария-Изабела Бурбон-Пармска
- Фердинанд I Пармски
- Мария-Луиза Бурбон-Пармска